# Aurora (Torino)
Aurora, noto anche come Borgo Aurora (Aurora in piemontese), è un quartiere della Circoscrizione 7 di Torino che confina con il centro storico torinese.
È delimitato:
- a nord, da Corso Vigevano - Corso Novara (confine con Barriera di Milano e Regio Parco);
- a est, dal fiume Dora Riparia (tratto di Lungo Dora Firenze tra Largo Regio Parco e Ponte Carlo Emanuele I);
- a ovest, da Corso Principe Oddone (confine con San Donato);
- a sud, da Corso Regina Margherita (confine con il Centro) e dal tratto di Corso Regio Parco tra il Rondò Rivella e la Dora Riparia (confine con Vanchiglietta).

## Sviluppo e collocazione
Il quartiere si estende su entrambe le rive del fiume Dora ed è caratterizzato da cinque nuclei nettamente distinguibili:
- Borgo Dora, il rione più antico, che si sviluppa in prossimità del Balon, il più popolare mercato delle pulci di Torino, ed ospita altresì la Piccola casa della Divina Provvidenza, detto anche ospedale Cottolengo
- Valdocco, posto nella parte occidentale del quartiere, a ridosso di Basso San Donato, è particolarmente conosciuto per il santuario di Maria Ausiliatrice e per l'oratorio fondato da S. Giovanni Bosco.
- Porta Palazzo, a ridosso del centro storico, sede del più grande mercato scoperto cittadino nonché, secondo molte statistiche, dell'intera Europa, ospitato in piazza della Repubblica e l'adiacente Porta Milano, che gravita intorno alla storica stazione della Ciriè-Lanzo, oggi sede del Museo Ferroviario Piemontese

- Borgata Aurora, l'area della prima e seconda industrializzazione della città, racchiusa tra l'ultimo tratto di Corso Principe Oddone, Corso Vigevano/Corso Novara, Via Bologna e la Dora.
- Borgo Rossini, di vecchia edificazione, a carattere misto fra edilizia residenziale, attività industriali, artigianali e commerciali, che si va ridefinendo senza discontinuità traumatiche. Delimitato da Via Bologna, Corso Novara e Lungo Dora Firenze, è un fortunato esperimento di gentrificazione, tra i pochi effettuati nel capoluogo piemontese: differisce dalle altre sottozone di Aurora in virtù di capillari interventi di riqualificazione che a partire dal 2010, grazie anche alla vicinanza del neonato Campus Einaudi, lo hanno reso un fulcro della nuova movida torinese.

Rimane quindi un quartiere che attesta numerose trasformazioni subite dalle borgate tra il XVIII e il XX secolo, dalle antiche canalizzazioni secondarie del fiume per le officine azionate dall'energia idraulica all'industrializzazione del primo Novecento.

## Origine del nome
L'origine del toponimo "Aurora" va ricondotta a un'antica cascina posta indicativamente al centro del quartiere (all'angolo fra gli odierni corso Giulio Cesare e corso Emilia), nel luogo, per l'esattezza, dove oggi sorge "Casa Aurora".
L'edificio, che nelle carte topografiche ottocentesche risulta come "Cascina l'Aurora", fu trasformato dapprima in un opificio tessile (nel 1869) e nel secolo successivo ospitò il Gruppo Finanziario Tessile (GFT), azienda produttrice di abiti pronti; nel 1984 l'intero complesso, che attualmente ospita una grande palestra e diversi uffici, fu ridisegnato dal celebre architetto Aldo Rossi, e da allora è noto come "Casa Aurora".

## Storia

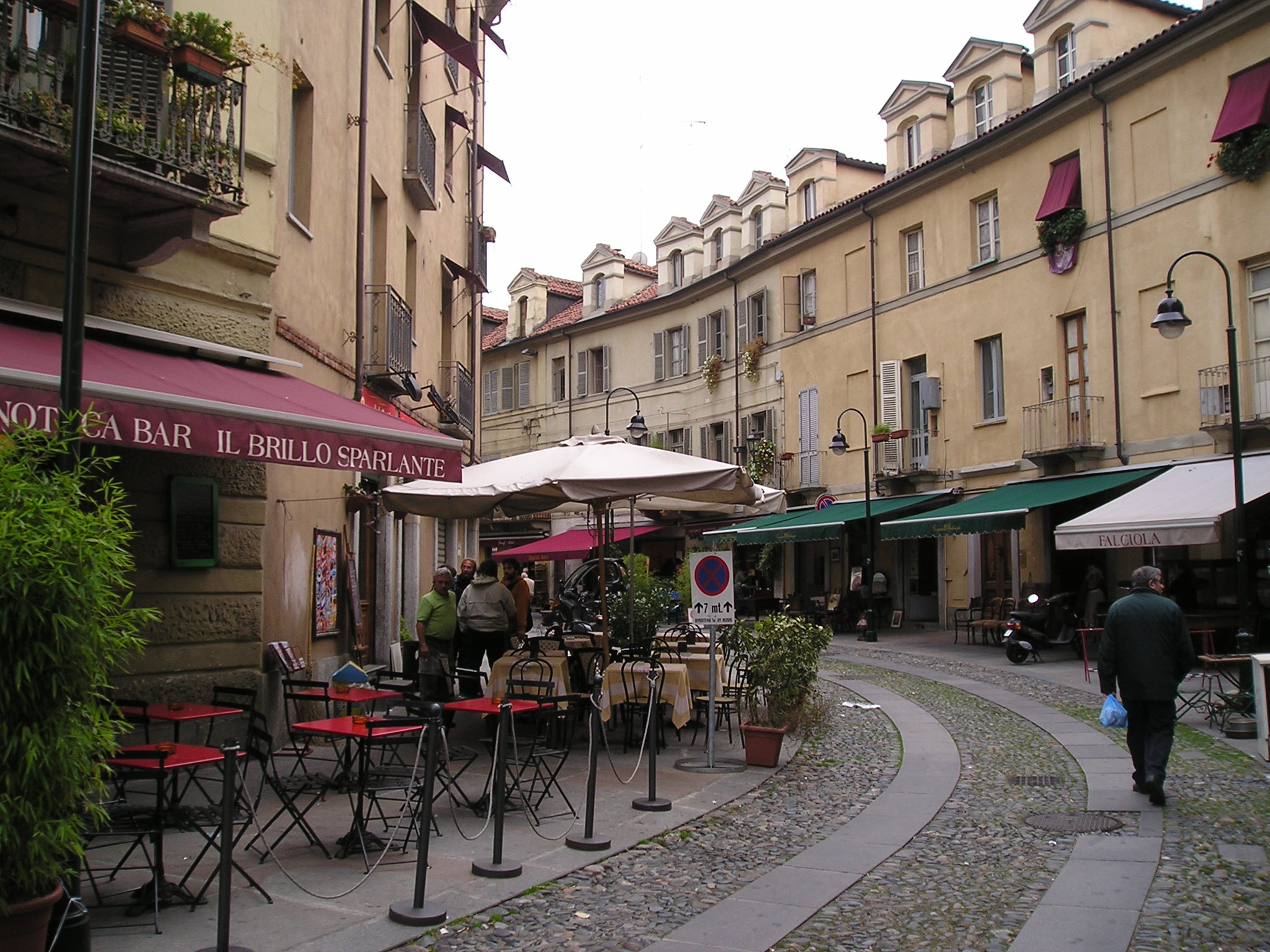
Scorcio di Borgo Dora

Già in epoca romana e fino al Medioevo, qui un ponte rappresentava l'unico attraversamento della Dora Riparia a Torino; dal tardo Medioevo, lungo un canale derivato dalla Dora, e che prese il nome di "canale dei Mulini", si stabilì un primo nucleo di opifici dotati di ruote idrauliche. Esso prese consistenza tra il Seicento ed il Settecento insieme all'abitato fuori dalla porta Doranea (corrispondente circa all'attuale piazza della Repubblica).
Nel borgo Dora avevano sede concerie, battitori da panno, peste da canapa e da olio; su essi dominava il grande complesso dei "Molassi", i più importanti mulini per granaglie della città, di origine medioevale, ristrutturati nel Settecento, con relativo canale a cielo aperto, poi interrato. Vi erano inoltre due setifici, costruiti alla fine del Seicento, considerati come le prime industrie del Regno Sabaudo, di cui oggi non rimane traccia. Infine, qui sorgeva la "Regia Polveriera", oggi trasformata in "Arsenale della Pace" a cura del Sermig.
Storico quartiere popolare, ebbe un intenso fenomeno di inurbazione dalla fine del XVIII secolo, in particolare sotto il regno del re di Savoia Vittorio Amedeo III. Un intenso sviluppo conobbe anche durante gli anni della grande industrializzazione torinese (confina oltretutto con altri borghi tipicamente popolari, tra cui Vanchiglia).
Nel 1832 apre a Borgo Dora la Piccola Casa della Divina Provvidenza, meglio conosciuta come "Il Cottolengo", dal nome del suo fondatore.

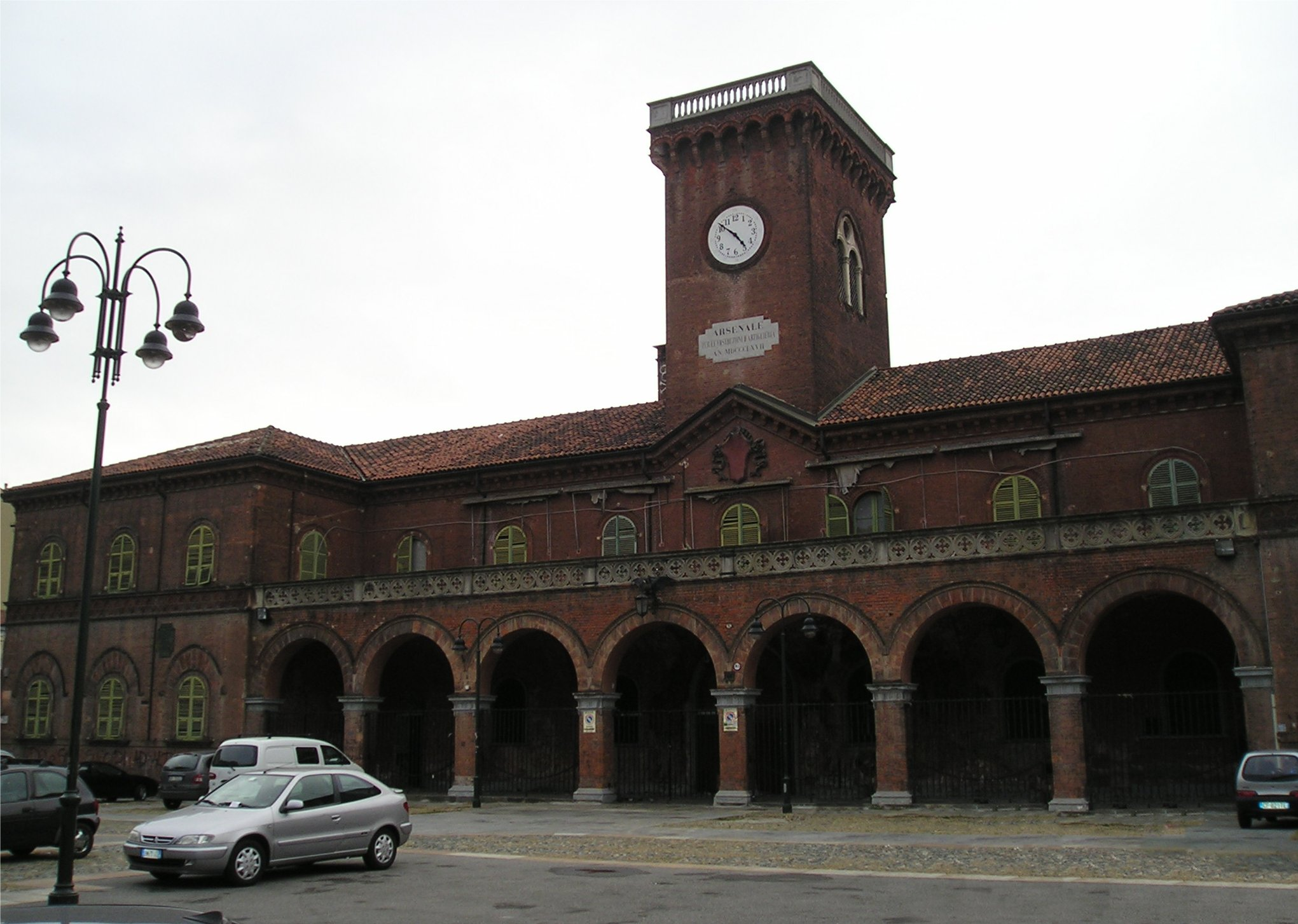
L'ex Caserma Cavalli (parte dell'ex Arsenale Militare) sede della Scuola Holden

Nel 1850 Borgo Dora contava più di 20.000 abitanti, per gran parte operai, tanto da essere considerato il quartiere operaio più grande di Torino.
Durante la seconda guerra mondiale fu fortissima la resistenza antifascista, il quartiere divenne poi zona d'immigrazione nel secondo dopoguerra, quando molte grandi fabbriche trasferirono ad Aurora le proprie officine e, contestualmente, si svilupparono molte piccole imprese (artigiane, commerciali e di servizi).
Nel 1964, su iniziativa di Ernesto Olivero, viene fondato a Torino il Sermig (Servizio Missionario Giovani), con l'obiettivo di aiutare i bisognosi in città. Nel 1983 il Sermig decide d'investire sul quartiere che stava lentamente diventando uno dei simboli dell'immigrazione extracomunitaria. In particolare trasferisce la sua sede nel ribattezzato "Arsenale della Pace" (parte dell'ex Arsenale Militare): originariamente un'antica fabbrica di armi in disuso, dal 1983, grazie anche al lavoro gratuito di tanti giovani che credono nel progetto di Olivero, si trasforma in una sorta di monastero metropolitano aperto 24 ore su 24, punto di riferimento per i bisognosi in città.
Sul finire degli anni ottanta il quartiere, a forte impronta industriale, comincia un declino di residenti in concomitanza con la chiusura di molte fabbriche (su tutte la Fiat Grandi Motori di via Cuneo). Giocano sul destino del quartiere anche le dismissioni di imponenti fabbriche nei quartieri confinanti, soprattutto in Borgata Vittoria e San Donato.
Nell'anno 1988 viene chiusa la stazione di testa della ferrovia Torino-Ceres cioè la stazione di Torino Porta Milano di corso Giulio Cesare, arrestando il capolinea alla stazione di Torino Dora.

## Servizi

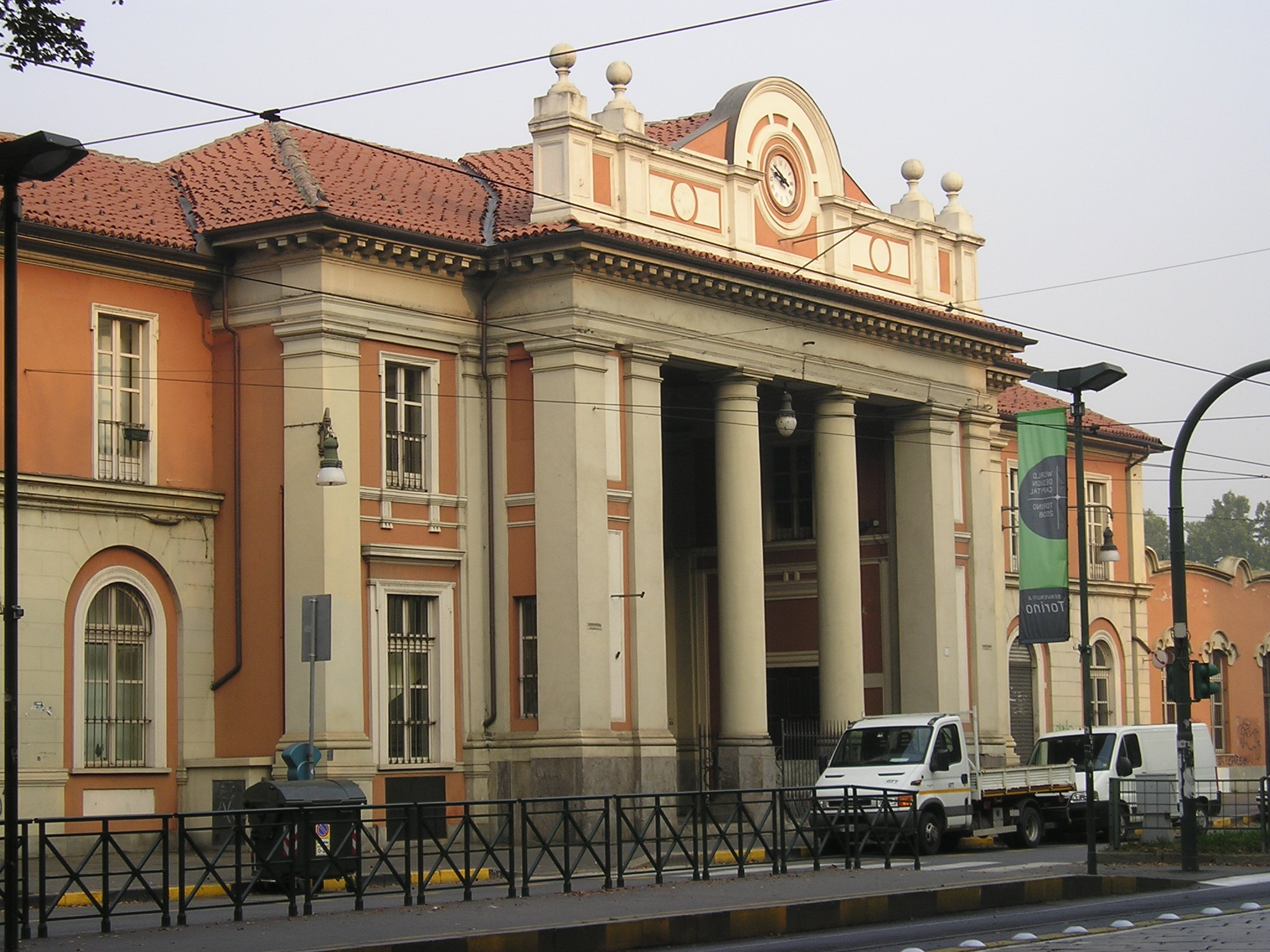
Ex-stazione di Porta Milano (ex Ciriè-Lanzo), oggi Museo Ferroviario Piemontese

Il quartiere, attraverso il corso Giulio Cesare e/o le linee di trasporto pubblico, è ben servito per i collegamenti con:
- il centro storico cittadino
- la  tangenziale e le autostrade  Torino-Trieste e  Torino-Monte Bianco
- l'aeroporto di Caselle
- le fermate per i treni: l'ex Stazione di Torino Porta Susa (1856) e la Stazione di Torino Porta Milano sono divenuti solo edifici storici. Rimane operativa la Stazione di Torino Dora GTT di Piazza Generale Baldissera.

La zona è ricca inoltre di ristoranti, soprattutto etnici, bar, pizzerie, locali per lo svago notturno.
Oltre alla sede della circoscrizione, dei vigili urbani, della ASL e della SMAT, Aurora ospita anche la biblioteca civica "Italo Calvino" e la biblioteca musicale "Andrea Della Corte" e sono presenti una serie di servizi socio assistenziali e diverse associazioni culturali, tra cui l'Istituto di ricerca in campo economico e sociale Fondazione Rosselli. 

Il quartiere ospita la Piccola Casa della Divina Provvidenza, comunemente detta "Il Cottolengo", che ospita in special modo malati con handicap fisici e mentali.

## Le due Aurora
Ad oggi Aurora, si presenta letteralmente spaccata in due aree molto distinte:
quella orientale, che si sviluppa a partire dal Borgo Rossini e al corso Palermo fino all'incrocio con la via Bologna, è in forte espansione per diversi fattori tra cui si segnalano la maggior vicinanza al centro storico di Torino, la presenza del nuovo polo universitario, la restaurata sede dell'Italgas, ma anche e soprattutto la presenza della "Nuvola Lavazza" coi suoi 600 nuovi lavoratori e dello IAAD. Tutto ciò ha comportato un esponenziale apprezzamento al valore degli immobili circostanti, ma soprattutto ha generato effervescenza e vitalità ad un'ex area industriale dove in passato sorgevano una centrale elettrica dismessa dall'Enel, la fabbrica degli pneumatici CEAT ed edifici popolari in un contesto prevalentemente operaio.

L'area occidentale del quartiere, quella che sorge attorno a corso Giulio Cesare e che si protrae verso i quartieri di Barriera di Milano e di San Donato, si caratterizza invece per la presenza di immigrati stranieri sin dai primi anni ottanta, che è andata intensificandosi a partire dal 2000 e che comporta gravi problemi di integrazione, di degrado, di delinquenza e di ghettizzazione. Qui i diversi tentativi di riqualificazione delle aree dismesse e di sostegno ai tanti progetti di integrazione, non sembrano finora aver sortito effetti particolarmente positivi.

## La recente riqualificazione
Alcuni progetti di riqualificazione stanno interessando il quartiere a partire dal 2000. In particolare l'intervento sul rione di Porta Palazzo, ha comportato la costruzione di un sottopasso veicolare sull'asse di corso Regina Margherita che libera dal traffico piazza della Repubblica. Nell'area mercatale, è stata rifatta una nuova pavimentazione della piazza in pietra di Luserna e dove in precedenza sorgeva il mercato dell'abbigliamento, si è costruito l'edificio, in vetro traslucido e di chiara impronta contemporanea, denominato PalaFuksas (dall'architetto Massimiliano Fuksas che l'ha progettato), dove dall'aprile del 2019 ha sede il Mercato Centrale, centro della ristorazione e distretto del food d'eccellenza.
 Nell'attigua ex caserma dei vigili del fuoco ha aperto, nel gennaio 2020, un grande ostello/bar ristorante della catena Combo e non lontano, dal 2013, è presente anche la prestigiosa Scuola Holden di scrittura e storytelling.
Nella rinnovata e riqualificata zona di largo Brescia, all'angolo tra via Bologna e corso Palermo, è stata inaugurata la Nuvola, il nuovo centro direzionale della Lavazza con gli annessi museo, l'archivio storico, l'area archeologica di San Secondo, il bistrot, il ristorante stellato e la piazza giardino. Nella stessa area si trova la nuova sede dello IAAD (Istituto d'Arte Applicata e Design) mentre poco oltre, nella struttura del Basic Village (fortunato esempio di riqualificazione di una ex fabbrica in un centro commerciale dell'abbigliamento e della ristorazione), hanno sede gli uffici della BasicNet.
 Poco lontano, negli edifici dell'ex fabbrica CEAT, si trovano gli uffici direzionali e la prestigiosa sede legale dell'Italgas Reti, sottoposta a profonda ristrutturazione nel 2020-2021, con gli annessi museo ed archivio storico (oggi Heritage Lab Italgas).
Nuova destinazione d'uso e riqualificazione è prevista inoltre anche per l'ex asilo di via Alessandria, precedentemente occupato abusivamente dagli anarchici fino al loro recente sgombero e per l'ex gallettificio militare di via Modena, mentre nella parte più degradata del quartiere che si sviluppa a partire dal Corso Giulio Cesare fino al confine con gli attigui quartieri San Donato e Barriera di Milano, il Sermig, ha riqualificato la zona dei campi di calcetto abbandonati di via Carmagnola attraverso la costruzione del Palasermig, palazzetto dello sport da 400 posti, mentre per le attigue ex officine Fiat Grandi Motori tra corso Vercelli e via Cuneo, è prevista la costruzione di un centro commerciale, anche se attualmente (2021) i lavori non sono ancora iniziati.

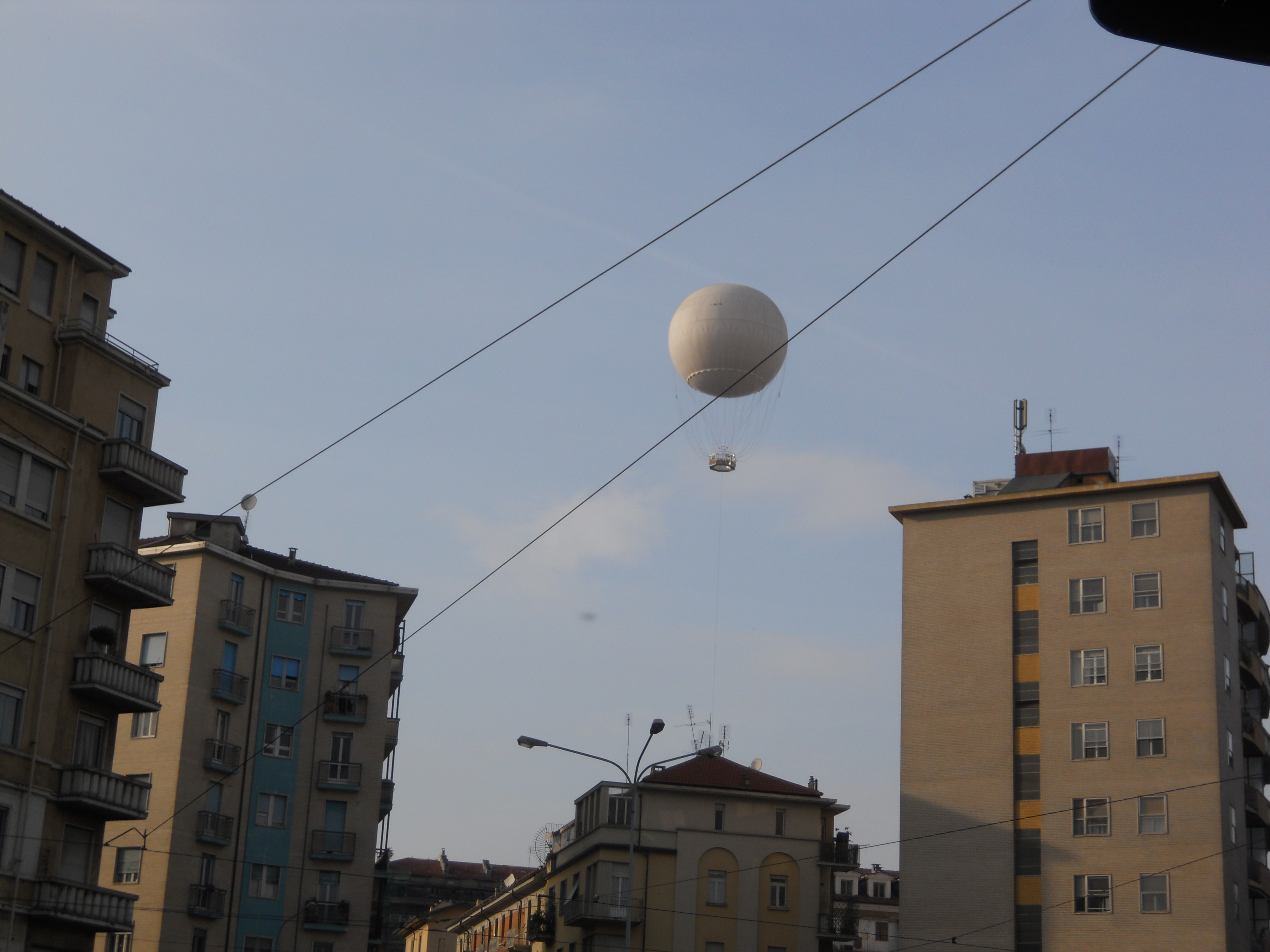
Il pallone aerostatico Turin Eye (2012-2019)

Attrazione turistica al rione di Borgo Dora derivava dal 2012 inoltre dall'aerostato Turin Eye che da un'altezza di 150 m offriva ai suoi passeggeri un'ampia vista sulla città, in manutenzione da giugno 2019 e chiuso definitivamente a novembre 2019, e dal famoso Mercatino di Natale che ogni anno, sempre più intensamente, le prime settimane di dicembre, richiama in zona numerosi turisti e curiosi.
Aurora è inoltre lambita dal passante ferroviario, e dal boulevard della Spina 4, che ha portato una nuova riqualificazione e il ricongiungimento col quartiere di San Donato.

## Aree pedonali
Sono state pedonalizzate le seguenti aree:
- Via Pisa (a ridosso della Nuvola Lavazza)
- Via Borgo Dora e strade limitrofe

## Gli ex ospedali
- Vecchia Astanteria Martini di largo Cigna, nata nel 1923 su progetto dell'Ing. Carlo Sgarbi, chiusa ai ricoveri nel 1997 e non più utilizzato dal 2003, rendendo lo stabile un ricovero di senzatetto per parecchi anni.[7] Attualmente l'area è interessata da una ipotesi di progettazione regionale per una futura riqualificazione e recupero funzionale, ma ad inizio 2022 nulla è stato ancora ristrutturato e l'edificio versa in grave situazione di abbandono e degrado
- Ex ospedale Maria Adelaide, su Lungo Dora Firenze, ai confini col quartiere Vanchiglietta, ex ricovero traumatologico sorto nel 1885 per affetti da rachitismo, già ospitati presso precedenti strutture, una per tutte l'antico Pio Istituto di Corso Re Umberto, 21. L'ospedale, progettato da Angelo Tonso e Alfredo Albert, fu intitolato all'allora reggente Maria Adelaide d'Asburgo-Lorena, morta proprio nel 1885[8]. Divenuto eccellenza per degenze specializzate, fu gradualmente accorpato all'unico Centro traumatologico ortopedico di Torino all'inizio del XXI secolo, nel cosiddetto circuito sanitario della "Città della Salute", per poi venire totalmente dismesso nel 2016[9]. Rimasto inutilizzato, nel biennio 2017-2018 la struttura è stata messa temporaneamente a disposizione dal Comune per i senzatetto nel periodo invernale.[10]

## Monumenti e luoghi d'interesse

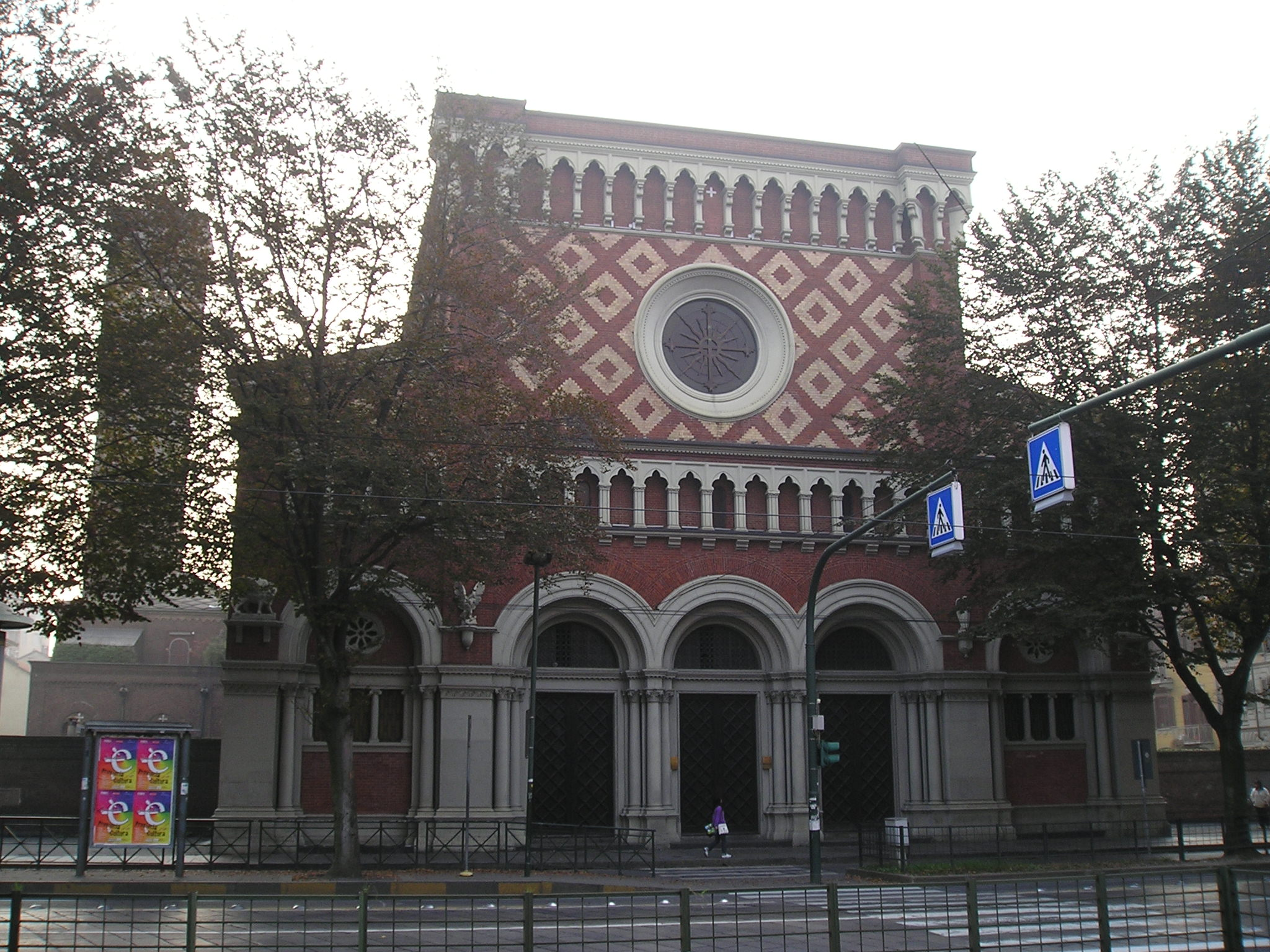
La chiesa di San Gioacchino

Chiesa di San Gioacchino
Nata in sostituzione dell'antica chiesa parrocchiale del Balon, dedicata ai SS. Simone e Giuda, la chiesa di San Gioacchino è stata edificata su progetto dell'architetto Carlo Ceppi tra il 1876 ed il 1882. Semidistrutta da una bomba durante la seconda guerra mondiale (bombardamento del 13 luglio 1943), venne ricostruita nel 1946. È a tre navate, divise da colonne in marmo "rosso di Verona"; l'altar maggiore presenta un baldacchino di marmo; a capo delle navate laterali sono state ricostruite le Cappelle, rispettivamente dedicate al S. Cuore di Gesù ed al Cuor di Maria; il gruppo ligneo di "San Giuseppe e Gesù Bambino" è del Meissner (val Gardena), il pulpito in legno scolpito è dell'architetto Baiano. Gli affreschi della "Via Crucis", danneggiati, sono stati restaurati nel 1952 dal prof. Emilio Fiorio

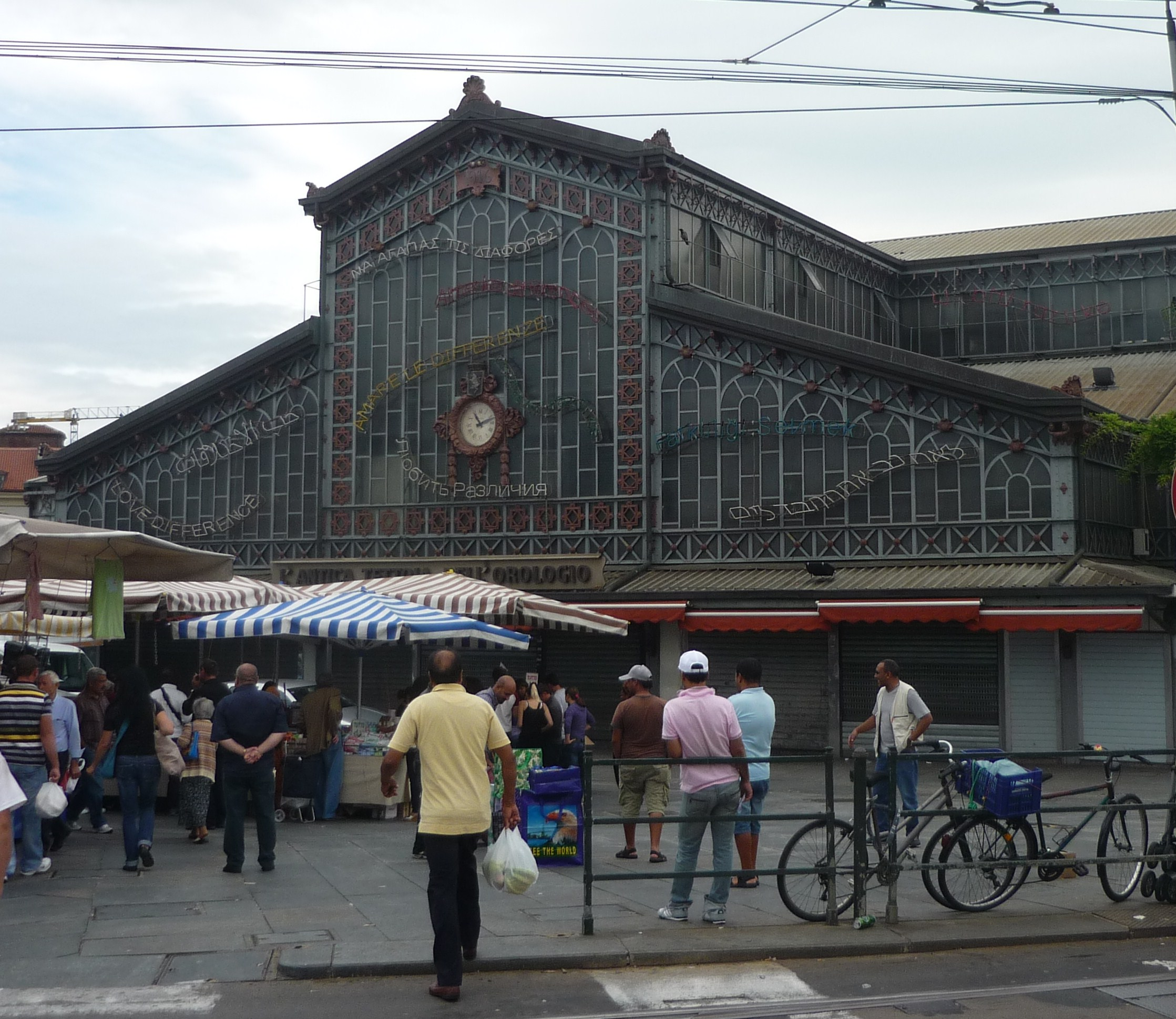
Mercato di Porta Palazzo: l'antica tettoia dell'orologio

Mercato di Porta Palazzo
```

```

Aperto tutti i giorni feriali, rappresenta il cuore multietnico di Torino. L'area mercatale di Porta Palazzo si trova a ridosso delle romane Porte Palatine, ed ha subito negli ultimi anni una profonda riqualificazione che tuttavia necessita ancora di una forte implementazione. Spicca l'antica tettoia dell'orologio in Art Nouveau, costruita in ghisa, ferro e vetro. Attualmente è il mercato all'aperto più grande d'Europa con quasi 1.000 banchi mobili per la vendita di prodotti ortofrutticoli, alimentari e d'abbigliamento

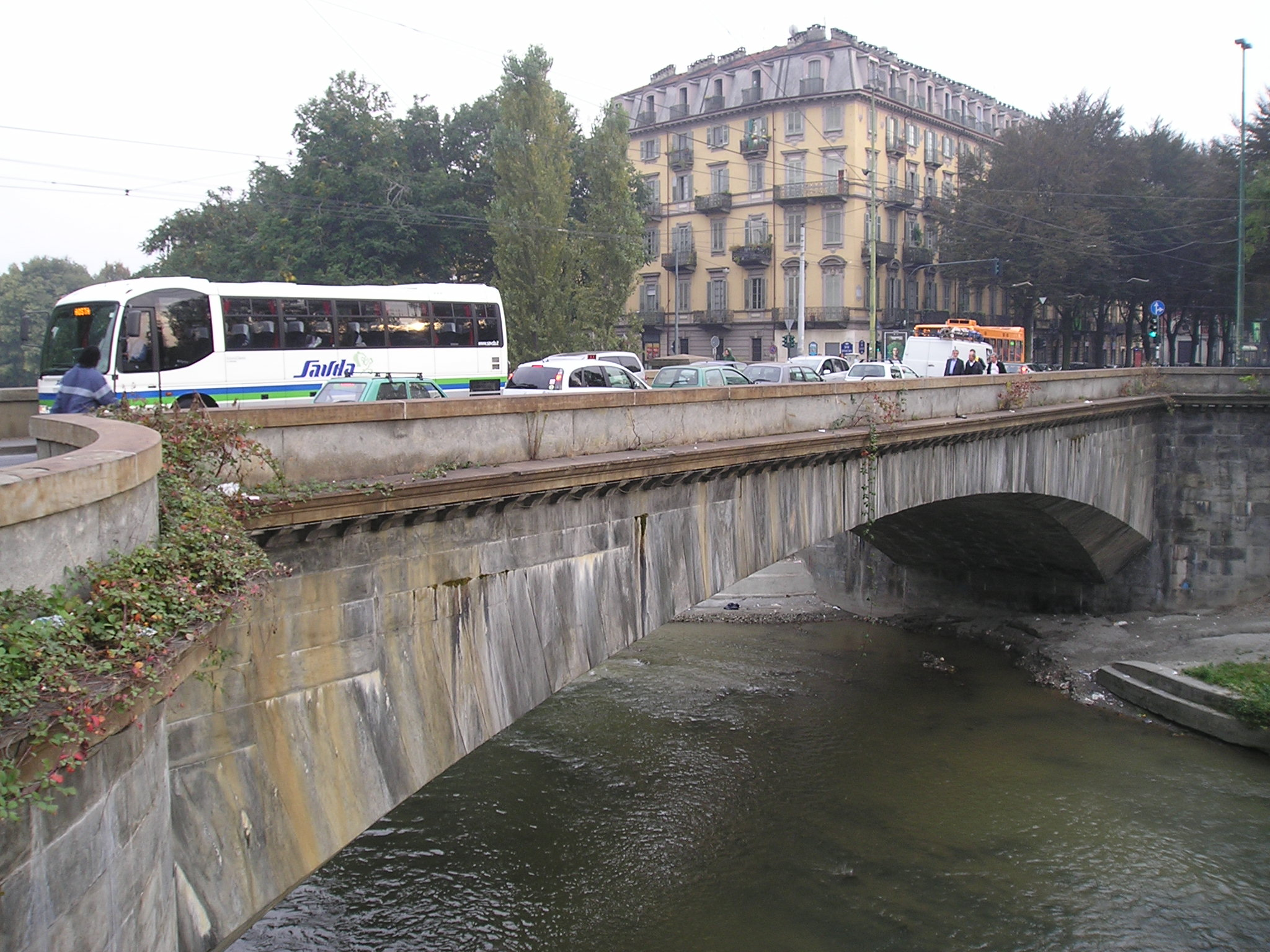
Veduta del Ponte Mosca

Ponte Mosca
Si tratta di un ponte in pietra sulla Dora Riparia edificato tra il 1823 ed il 1830, in sostituzione di un vecchio e non più funzionale ponte in legno e prende il nome dall'architetto Carlo Bernardo Mosca che ne curò il progetto. Questo ponte che certamente rappresenta l'opera architettonica più ardita della Torino ottocentesca, è lungo 50 metri, ha una sola campata ed un arco fortemente ribassato. Per la sua realizzazione occorse modificare l'alveo della Dora Riparia nel tratto in prossimità del ponte e predisporre una particolare armatura che ne evitasse il crollo

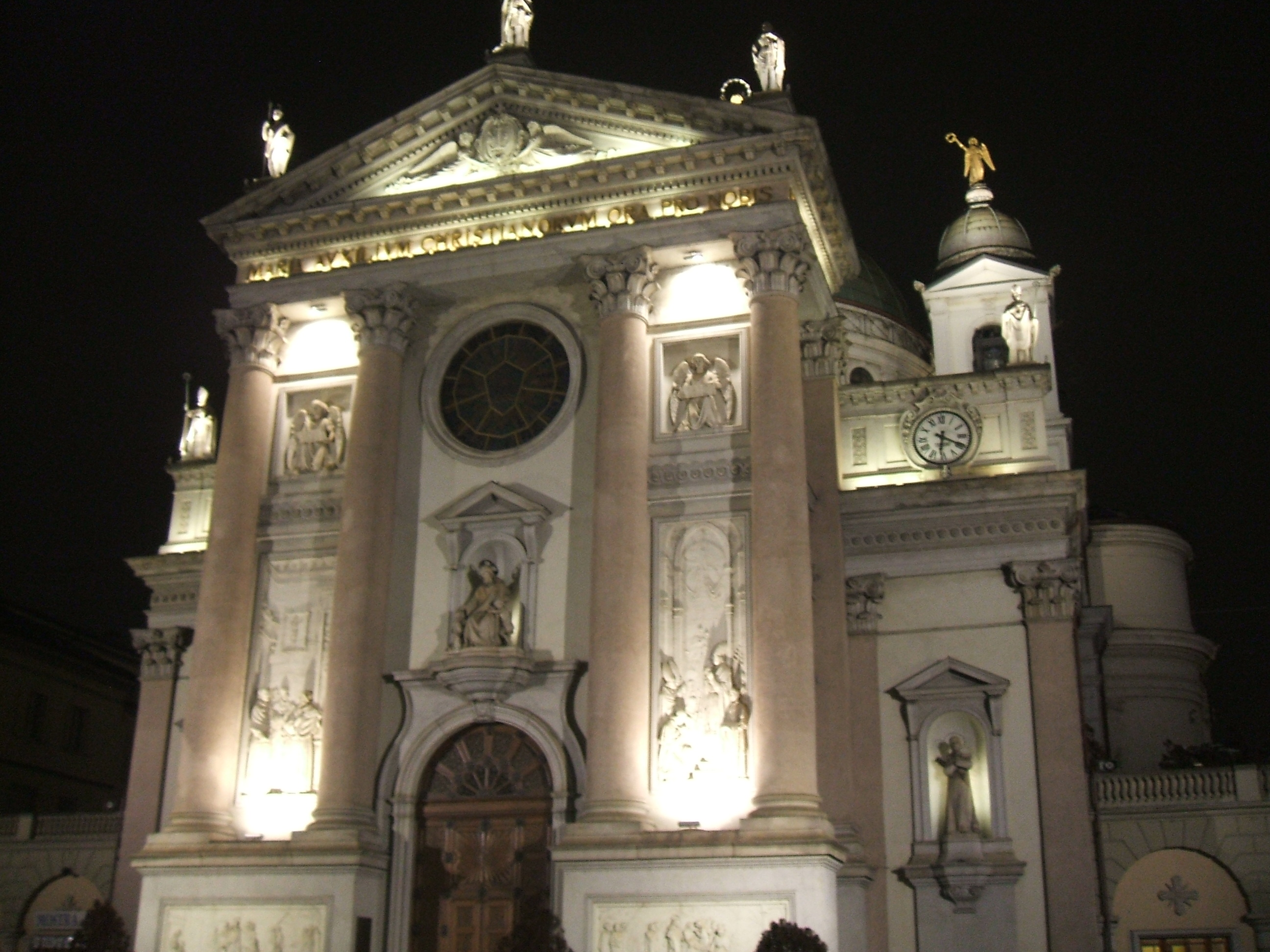
Il Santuario di Maria Ausiliatrice.

Santuario di Maria Ausiliatrice
Inaugurato il 9 giugno 1868, il santuario fu voluto da San Giovanni Bosco, del quale conserva le spoglie. Fu eretto dall'ingegnere Antonio Spezia. Intorno proliferano le attività gestite dai Salesiani prettamente dedicate ai giovani, quali scuole e oratori

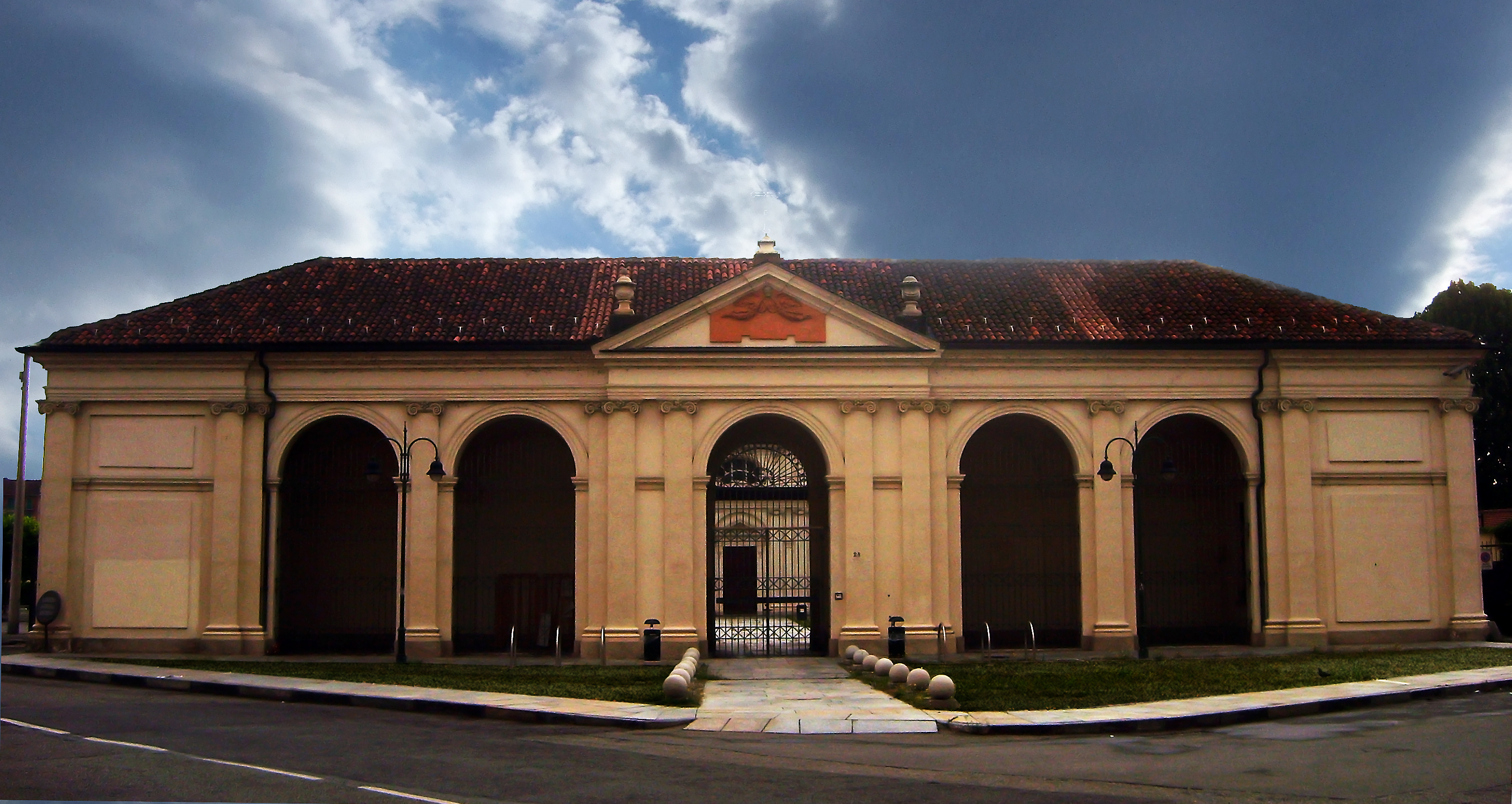
Il Cimitero di San Pietro in Vincoli.

Cimitero di San Pietro in Vincoli
Progettato nel 1777 dall'architetto Francesco Valeriano Dellala di Beinasco su iniziativa di Vittorio Amedeo III, presenta una tipologia a corte e porticato coperto. Caduto in uno stato di grave abbandono, nel 1988 il Comune di Torino ha effettuato un radicale restauro. Fino al 2008, parte dell'edificio ha ospitato la Biblioteca Internazionale di Cinema e Fotografia Mario Gromo, mentre lo splendido cortile porticato è tuttora utilizzato per manifestazioni all'aperto e spettacoli teatrali
Stazione di Torino Porta Milano
Ormai dismessa, nota anche come "Torino Ponte Mosca" o, colloquialmente, "stazione Ciriè-Lanzo", oggi ospita la sede distaccata del Museo Ferroviario Piemontese e l'officina manutentiva dei rotabili del Gruppo Torinese Trasporti

### (ex) Arsenale Militare
Casa Aurora ed ex sede Abbigliamento Marus, poi Gruppo Finanziario Tessile
Sorte sulle ceneri della vecchia "cascina Aurora", sono un buon esempio di architettura moderna, entrambe sedi di uffici.

## Aree verdi
- Giardino Madre Teresa di Calcutta: area verde, con giochi per bambini, all'angolo tra Corso Vercelli e l'asse Corso Brescia-Corso Emilia, prima denominato "Ex-GFT", è stato intitolato il 4 settembre 2015 dal Comune di Torino a Madre Teresa di Calcutta
- Giardino di Piazza Sassari: area verde riqualificata, tra Via Cigna, Corso Ciriè e Via Sassari, è stata intitolata dalla Sindaca di Torino il 5 settembre 2016 al Vicebrigadiere dei Carabinieri Marino Ferraro, morto durante un inseguimento di uno spacciatore nel vicino Corso Principe Oddone nella primavera del 2009[12]

## Galleria d'immagini

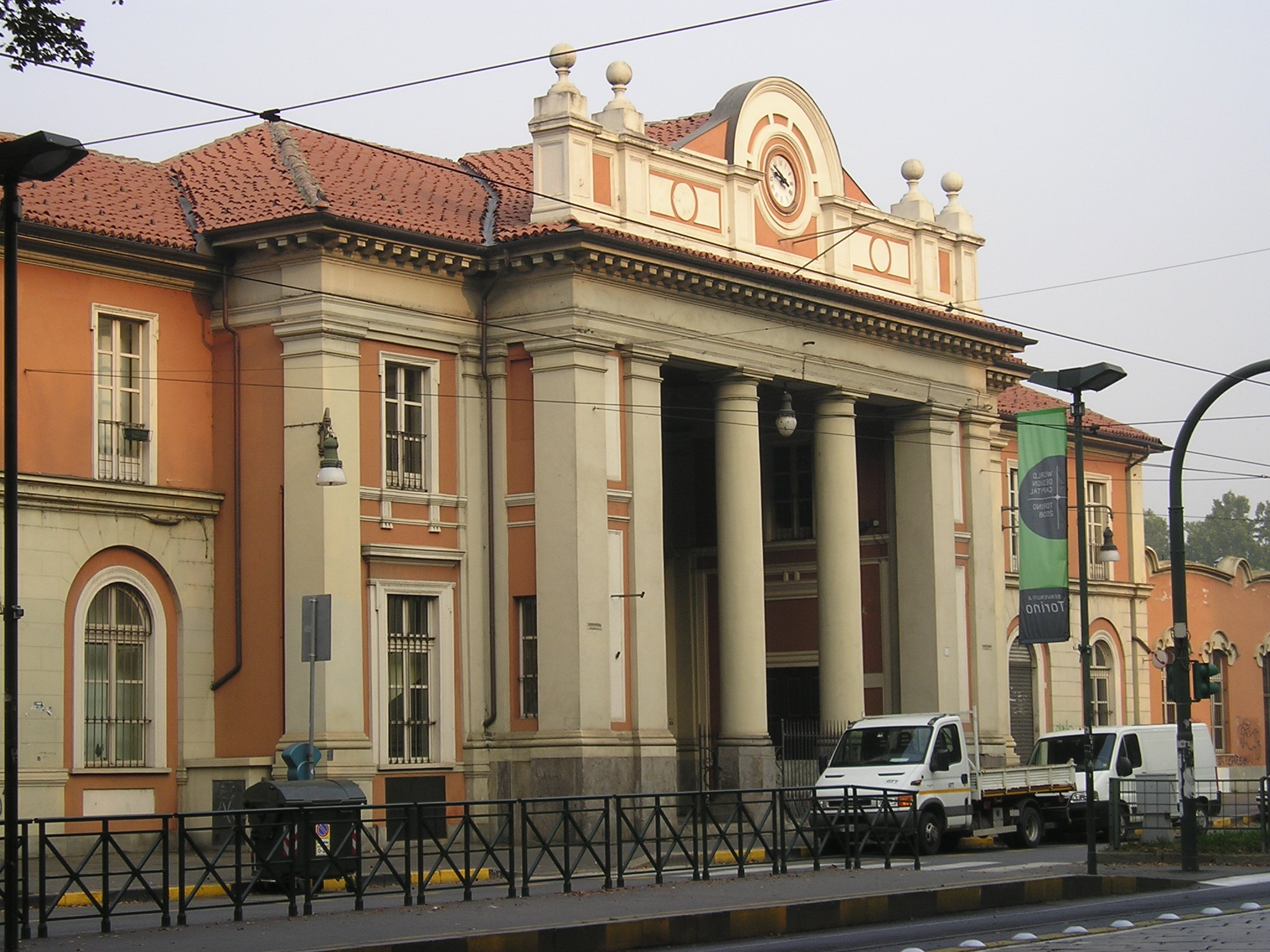
Stazione dismessa Ciriè-Lanzo (Porta Milano)
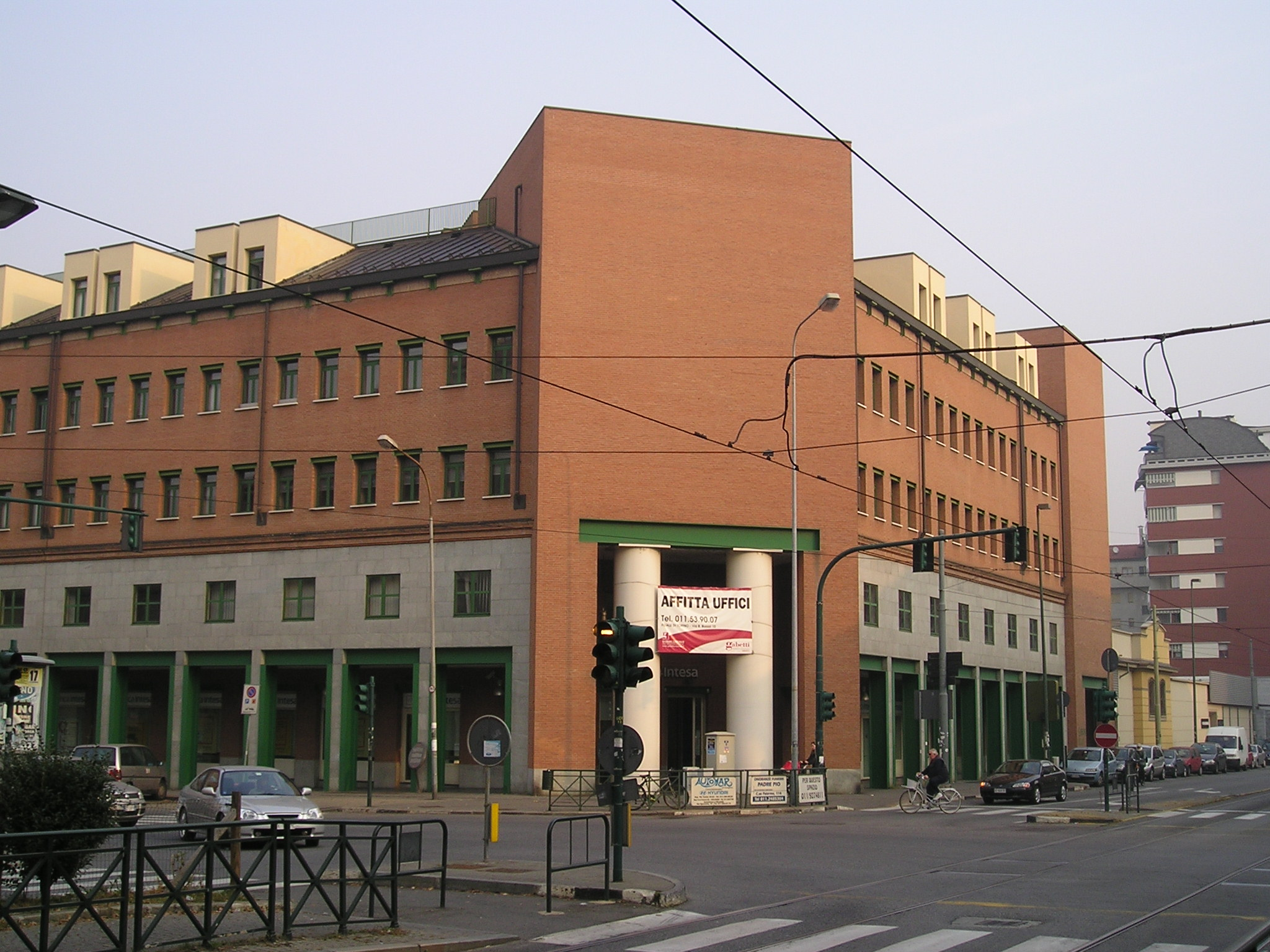
Casa Aurora, simbolo del quartiere
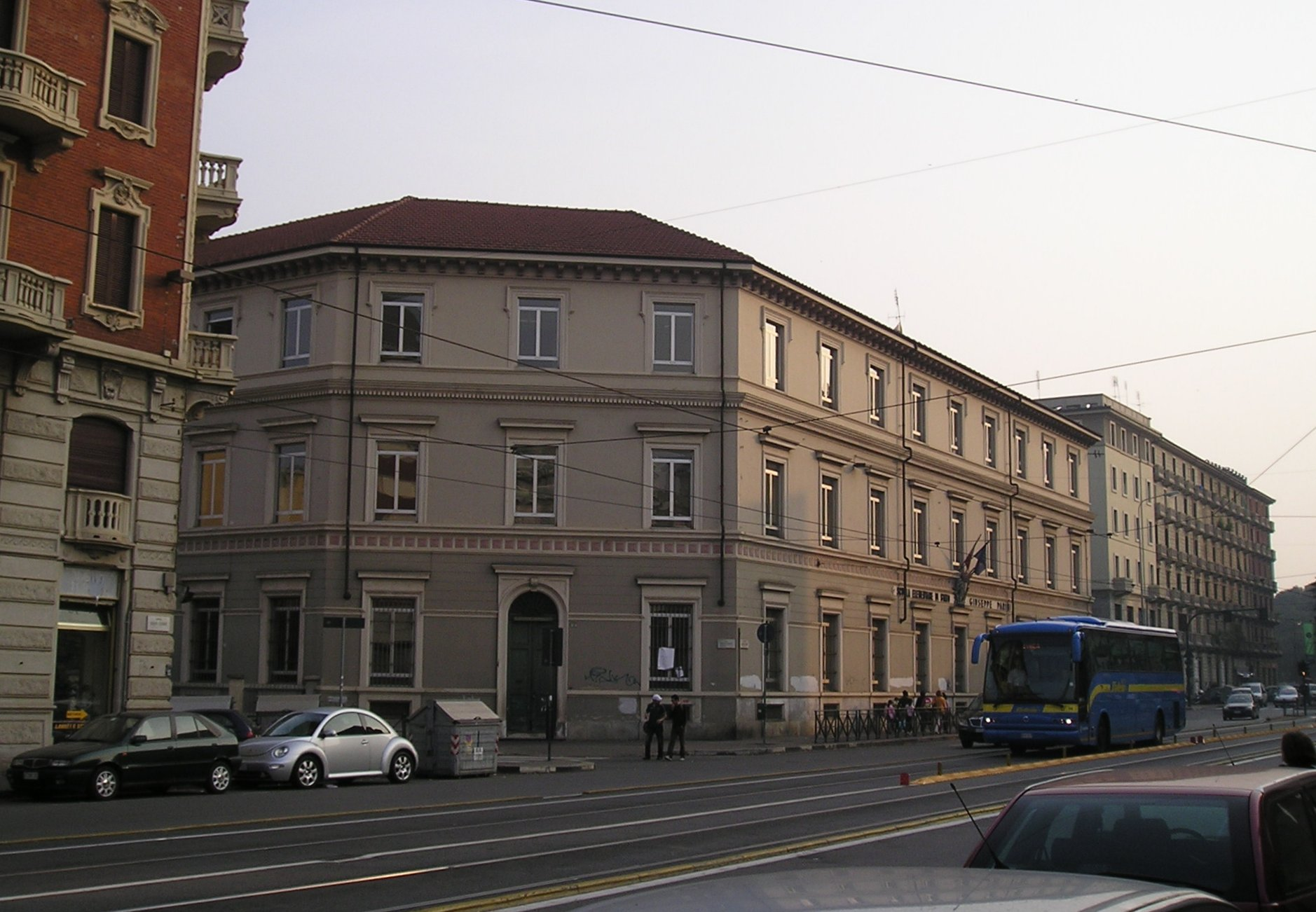
Scuola elementare Giuseppe Parini
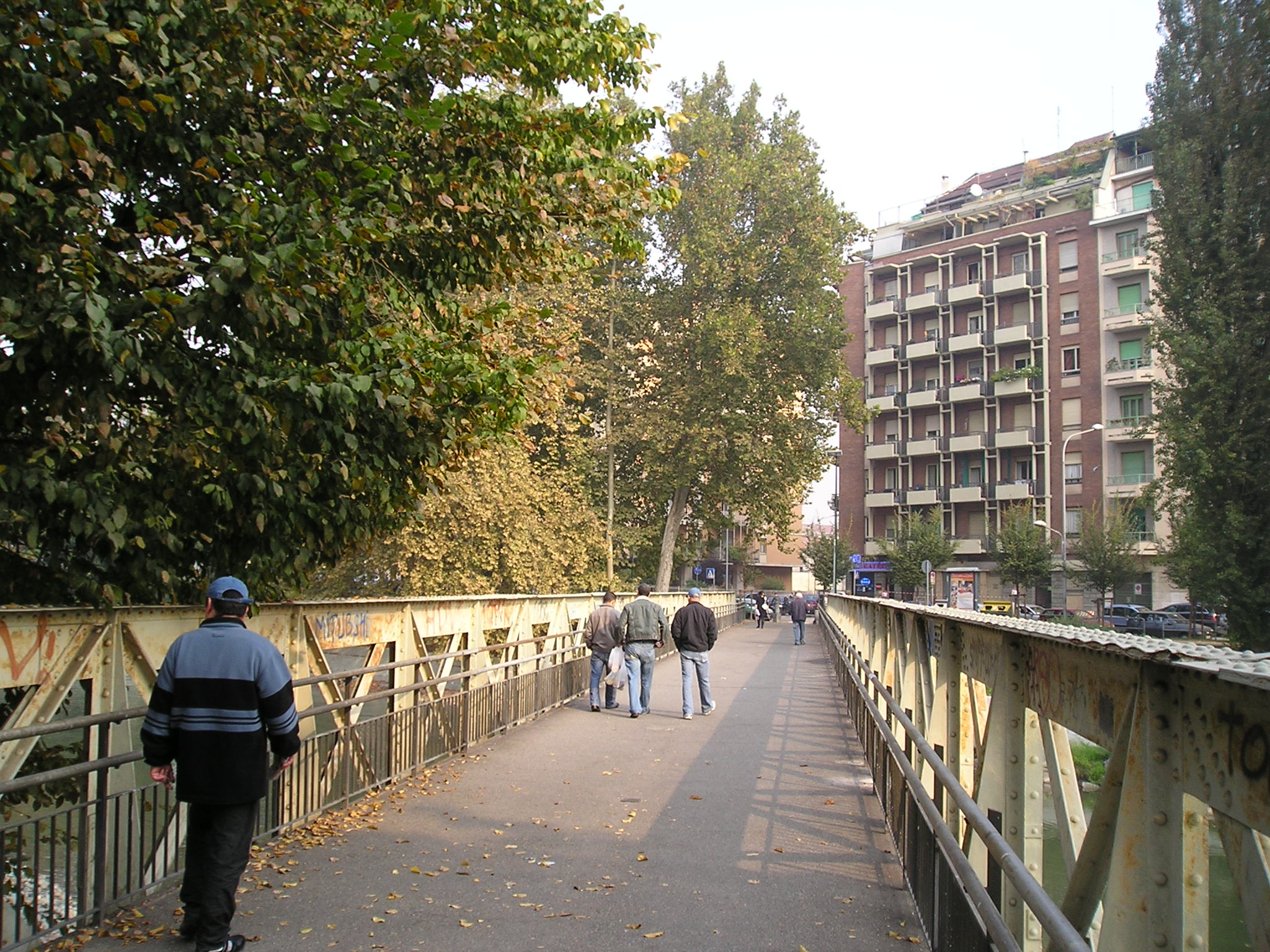
Ponte pedonale sulla Dora Riparia
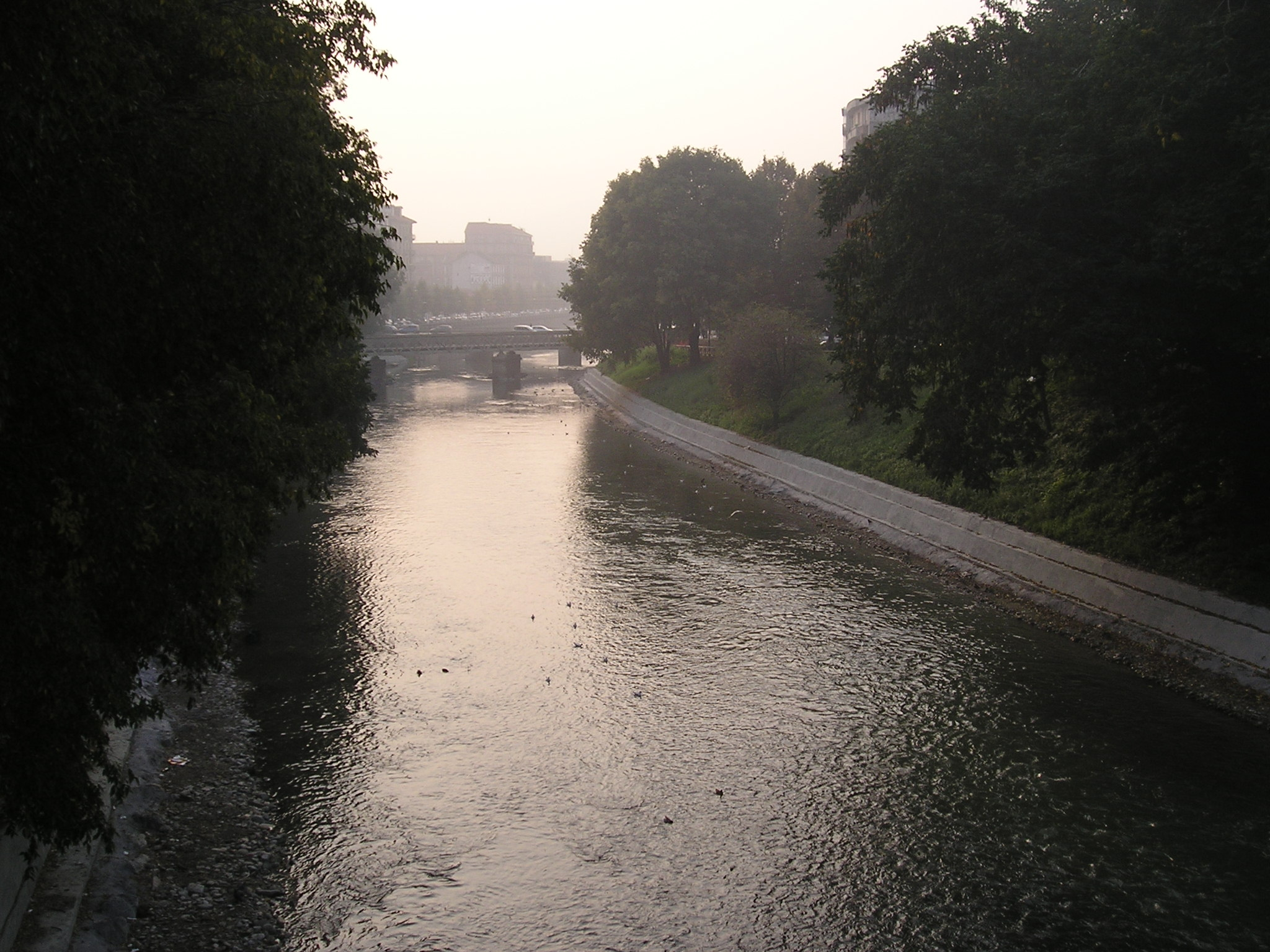
Dora Riparia dal Ponte Mosca verso la confluenza al Po
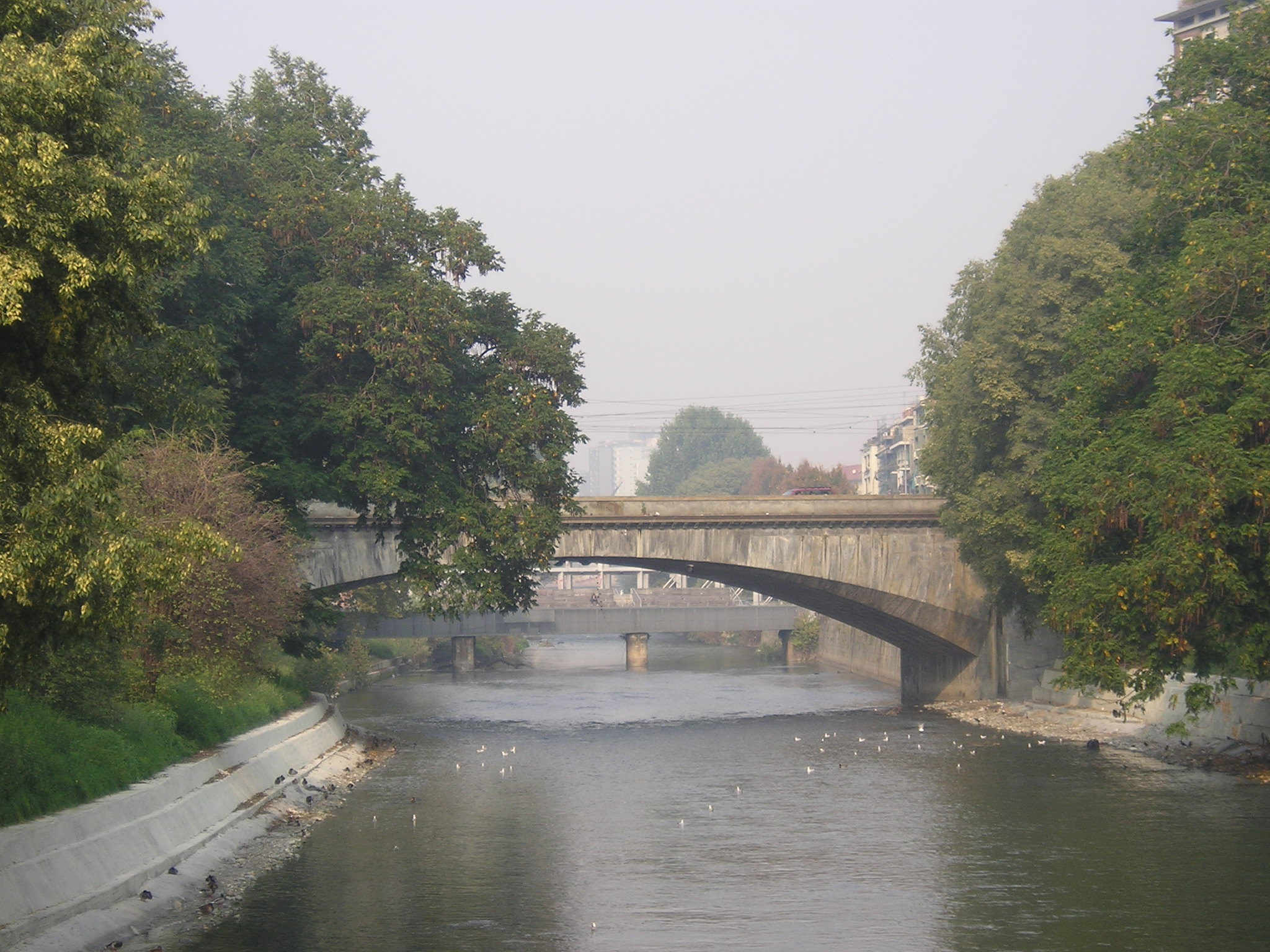
Ponte Mosca visto dalla Dora Riparia
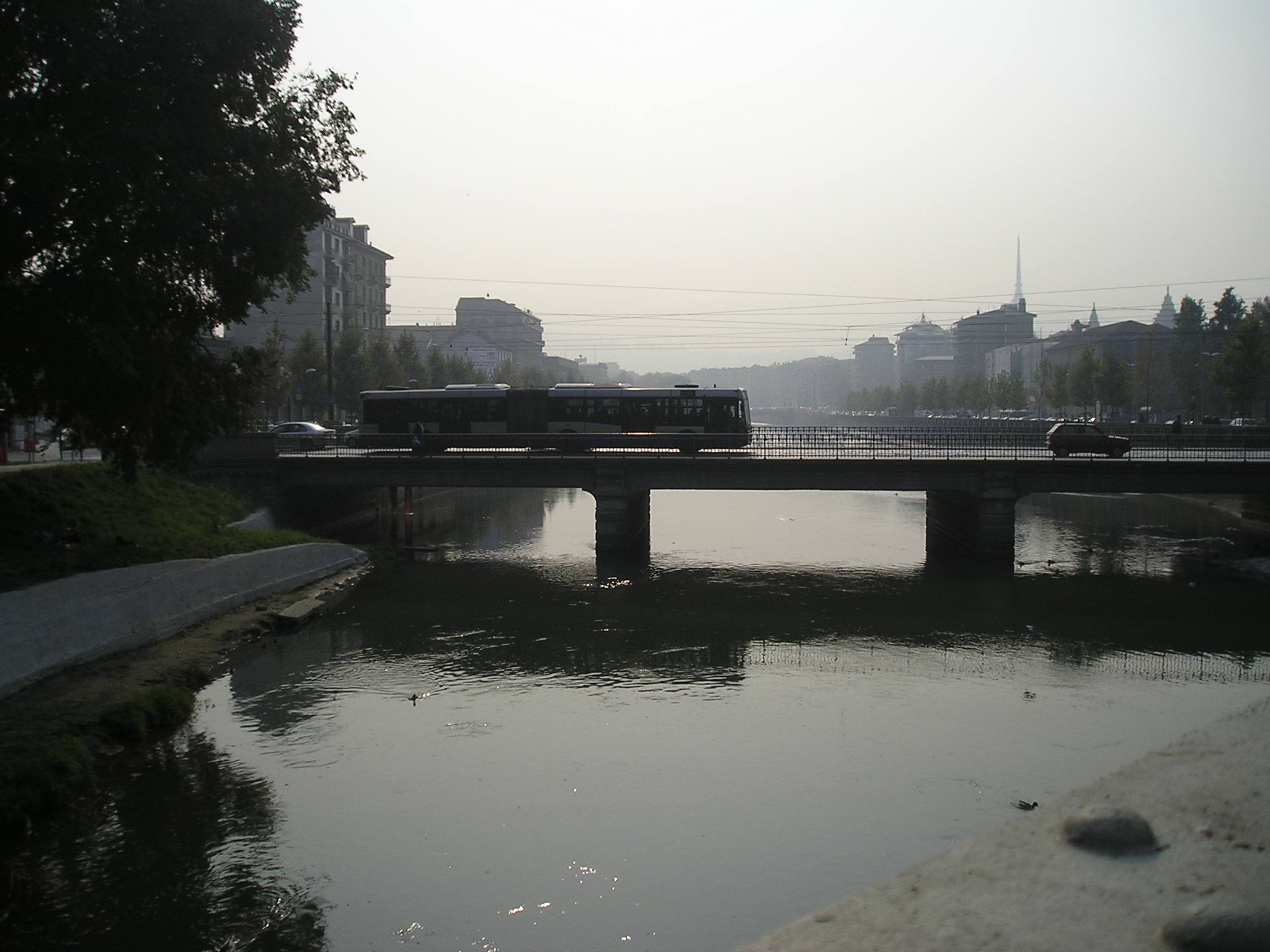
Ponte sulla Dora di via Bologna
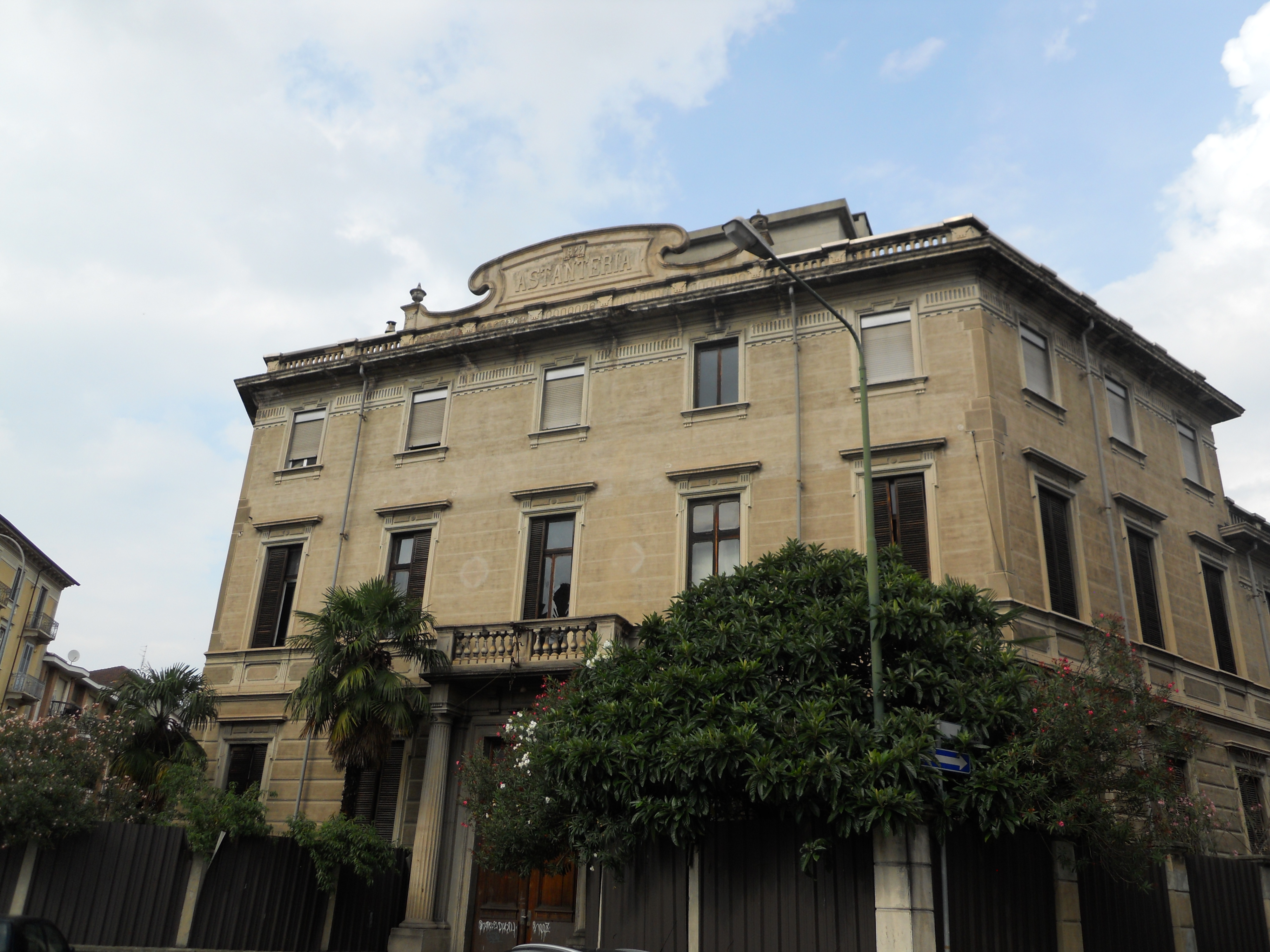
Facciata della dismessa Astanteria Martini in Largo Cigna